# Achim von Borries

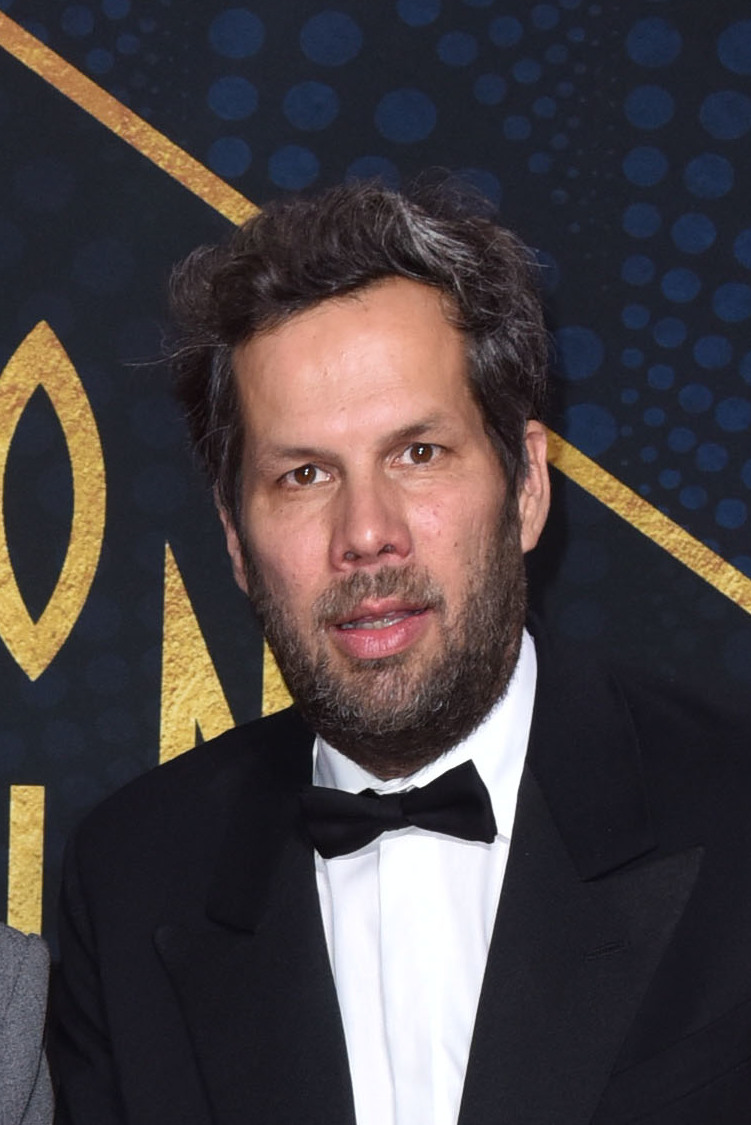
Achim von Borries (2017)

Achim von Borries (* 13. November 1968 in München) ist ein deutscher Filmregisseur und Drehbuchautor.

## Leben
Achim von Borries bewarb sich nach bestandenem Abitur vergeblich an zwei Filmhochschulen. Nach einigen Monaten beim Fernsehen, wo er unter anderem als Kameraassistent arbeitete, studierte er Geschichte, Politologie und Philosophie an der Freien Universität in Berlin, bis er 1992 an die Deutsche Film- und Fernsehakademie (DFFB) wechselte, wo er ein Regiestudium absolvierte.
Sein Kurzfilm Halberstadt gewann 1998 den Spezialpreis der Jury und den Studenten-Kamera-Preis beim Internationalen Hochschulfilmfest in München. Sein Spielfilmdebüt England!, eine ausschließlich mit deutschen Fördergeldern finanzierte Abschlussarbeit der DFFB, war auf vielen internationalen Filmfestivals zu sehen und wurde mehrfach ausgezeichnet. Aufgrund der durchweg positiven Kritiken fand dieser Film einen Verleih und lief bundesweit im Kino. 2004 folgte der Kinofilm Was nützt die Liebe in Gedanken, der ihm den New Faces Award als „bester Nachwuchsregisseur“ einbrachte. 2011 folgte dann Vier Tage im Mai, eine Deutsch/Russisch/Ukrainische Koproduktion über die letzten Kriegstage an der Ostseeküste. Neben seinen Kinofilmen inszenierte von Borries mehrere Fernsehfilme, darunter auch den Debüttatort Wie einst Lilly von Ulrich Tukur als Kommissar Murot.
Als Drehbuchautor wirkte er gemeinsam mit Henk Handloegten und Christoph Silber bei Good Bye, Lenin! mit. 2005 schrieb er das Drehbuch für den Zeichentrickfilm Die drei Räuber nach einer Vorlage des gleichnamigen Kinderbuchs von Tomi Ungerer.
Von Borries ist einer der drei Autoren und Regisseure der deutschen Kriminal-Fernsehserie Babylon Berlin und führte bei bisher vier Staffeln zusammen mit Tom Tykwer und Henk Handloegten Regie. Die Serie basiert auf den Gereon-Rath-Kriminalromanen von Volker Kutscher und gilt als eine der erfolgreichsten deutschen Fernsehproduktionen,  läuft weltweit in über 140 Ländern und von Borries gewann neben dem Grimmepreis (2018) auch den Europäischen Filmpreis 2019 für seine Arbeit an der Serie.
Achim von Borries ist Mitglied der Deutschen Filmakademie und der Europäischen Filmakademie.

## Familie
Achim von Borries ist verheiratet und lebt in Berlin.

## Filmografie (Auswahl)
- 1995: Mutantenstadl (Kurzfilm)
- 1995: Die letzte Sozialistin (Kurzfilm)
- 1996: Boomtown Berlin (Fernsehserie, Autor und Regisseur)
- 1998: Halberstadt (Kurzfilm)
- 1999: England!
- 2001: Die Fähre
- 2004: Was nützt die Liebe in Gedanken[5]
- 2005: Der Elefant – Mord verjährt nie
- 2006: Blond: Eva Blond! – Epsteins Erbe
- 2007: Unter Verdacht – Das Geld anderer Leute
- 2010: Tatort: Wie einst Lilly
- 2011: 4 Tage im Mai[6]
- 2011: Hexe Lilli – Die Reise nach Mandolan
- 2012: Sechzehneichen (mit Hendrik Handloegten)
- 2013: Alaska Johansson
- 2014: Tatort: Der Eskimo
- 2016: Jeder stirbt für sich allein (Alone in Berlin)
- seit 2017: Babylon Berlin (Fernsehserie)